# فرانسيسكو غيريرو كارديناس
فرانسيسكو غيريرو كارديناس (بالإسبانية: Francisco Guerrero Cárdennas)‏ (من مواليد 19 يونيو 1934 في بوزو ألكون، جيان) هو لاعب كرة قدم إسباني سابق.

## وصلات خارجية
- Profile at LFP (بالإسبانية)